# Pere Borràs i Milà
Pere Borràs Milà (Badalona, 1889-1961) fou un contractista d'obres badaloní, militant de la Lliga Regionalista, president de la patronal local i alcalde-gestor de Badalona durant el període entre 1934 i 1936.
Va néixer a Badalona, fill de Victorià Borràs i Sancho, paleta canareu, i de la badalonina Llúcia Milà i Pont. Professionalment, d'antuvi va ser paleta com el seu pare, i posteriorment va crear la seva empresa de construcció, esdevenint contractista d'obres. Es va casar amb Josepa Lluch i Bolart, natural de Montornès del Vallès. Ambdós va instal·lar la seva residència al carrer de Guifré i van tenir quatre fills; dos dels quals, Carles i Josep, van estar internats al camp de concentració nazi de Mauthausen-Gusen.
Fou escollit gestor de Badalona en el moment en què el consistori havia sigut suspès a causa dels Fets d'Octubre de 1934, en substitució de l'alcalde electe Joan Deulofeu, a instàncies governatives, per representants de diverses entitats econòmiques: Foment Industrial, la Unió Patronal, l'Associació Agrícola de Propietaris i la Cambra de la Propietat. Això col·locà a Borràs al capdavant del municipi amb un Ajuntament constituït el 3 de maig de 1935 i amb un equip gestor format per elements del Partit Radical, la CEDA i la Lliga Regionalista, amb els tradicionalistes, que sempre havien actuat junts en les consultes electorals.
La presència d'un alcalde no escollit per la població, feu que Borràs i el seu equip fossin l'objectiu d'una campanya durant les etapes prèvies a les eleccions de 1936, procedent de diversos setmanaris d'esquerra com Front o Lluita; fou contrària a la política de l'Ajuntament sobre diversos assumptes que s'estaven duent a terme, com la concessió de serveis funeraris. La victòria del Front Popular retornà al seu càrrec a l'alcalde Joan Deulofeu i Arquer.